# 源頼隆
源 頼隆（みなもと の よりたか）は、平安時代末期、鎌倉時代初期の河内源氏の武将。源義家の六男・陸奥六郎義隆の三男。父義隆が相模国毛利庄を領していた事から、毛利頼隆とも呼ばれる。信濃国水内郡若槻庄を領してからは若槻を号する。

## 生涯
平治の乱で父・陸奥六郎義隆は竜華越で源義朝の身代わりとなって討ち死にし、源氏が敗北すると、平氏方による源氏の縁者に対する厳しい探索が行われた。生後50日余りの頼隆も捕らわれて、翌年下総国の豪族・千葉常胤の下に配流される。常胤は源氏の貴種である頼隆を庇護し大切に育てた。
治承4年（1180年）8月、伊豆国に配流された義朝の遺児・源頼朝が打倒平氏の兵を上げ、石橋山の戦いにおいて平氏方の大庭景親らに敗れて房総に逃れると、頼朝への加勢を表明した千葉常胤の館に入る。9月17日、常胤は頼隆を伴って頼朝の前に伺候し、頼隆を用いるよう申し入れた。頼朝は頼隆が源氏の孤児であることに温情を示し、大軍を引き連れて随身した常胤よりも上座に据えるなどの厚遇を施したという。
その後も源氏一門として遇され、文治元年（1185年）9月3日、頼朝が父義朝の遺骨を勝長寿院に埋葬した際、遺骨を運ぶ輿を頼隆と平賀義信が運び、頼隆・義信・惟義のみを御堂の中に参列させている。建久元年（1190年）10月の頼朝の上洛、建久6年（1196年）3月の東大寺落慶供養などに随行。頼朝の死後、所領の信濃国若槻庄に下り、従五位下・伊豆守に叙せられている。